# Ümit Akdağ
Ümit Akdağ (n. 6 octombrie 2003, București, România) este un fotbalist român și turc, care joacă pe post de fundaș central la Toulouse în Ligue 1, împrumutat de la Alanyaspor[*]. Pe plan internațional, are prezențe la națională pentru România Sub-21.